# Alvoco da Serra

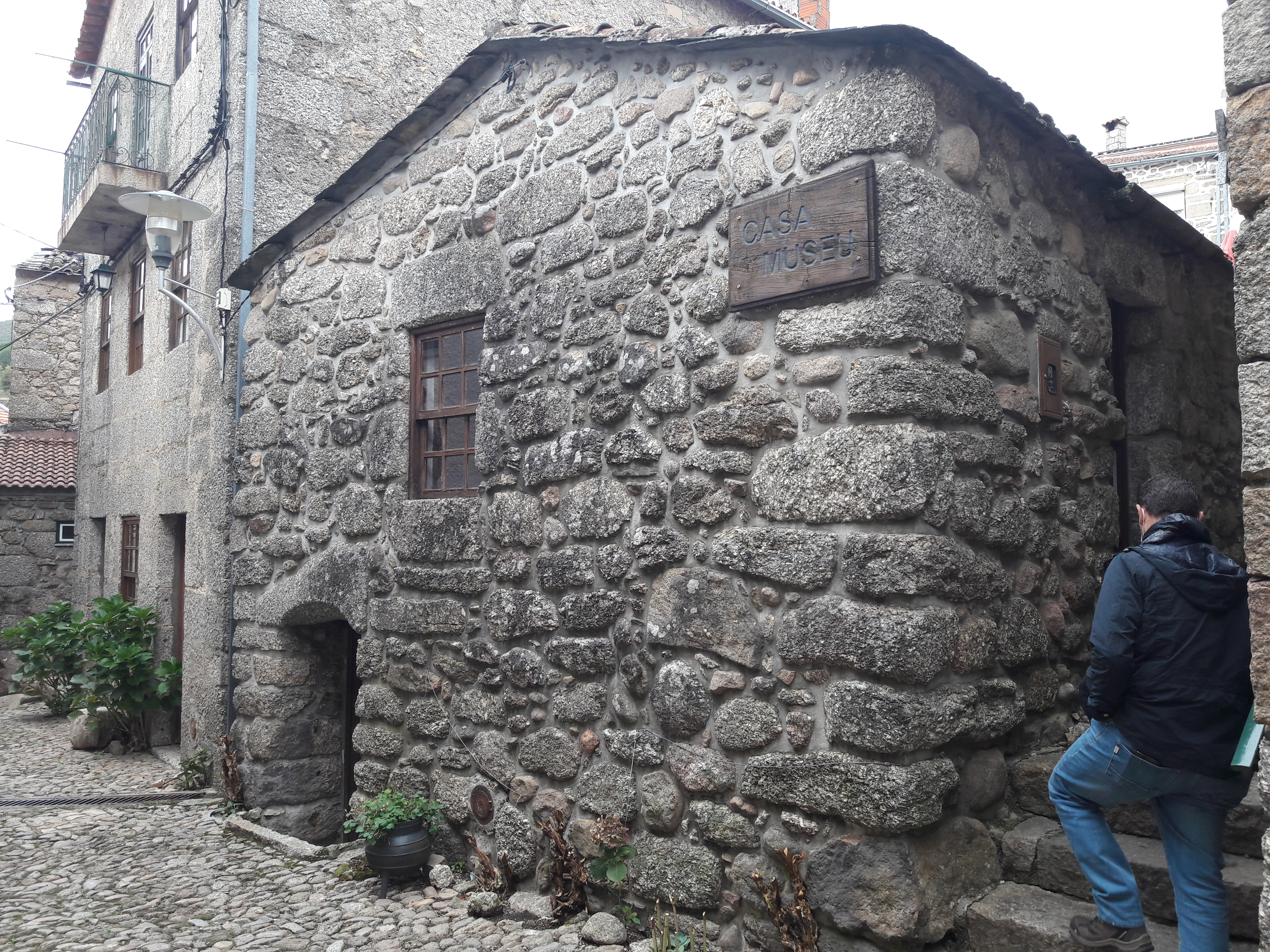
Casa-Museu de Alvoco da Serra

Alvoco da Serra é uma povoação portuguesa sede da Freguesia de Alvoco da Serra do Município de Seia, freguesia com 37,57 km² de área e 331 habitantes (censo de 2021), tendo, por isso, uma densidade populacional de 8,8 hab./km².
Situada no coração do Parque Natural da Serra da Estrela, a 684 metros de altitude. É a povoação topograficamente mais próxima da Torre.
Em redor, não faltam múltiplas possibilidades para óptimos passeios, à descoberta das maravilhas e segredos da serra, entre lendas e histórias antigas.
Pertence à rede de Aldeias de Montanha.

## Localidades
A freguesia é constituída por cinco localidades: Alvoco da Serra (sede da freguesia), Outeiro da Vinha, Vasco Esteves de Baixo, Vasco Esteves de Cima e Aguincho.

## História
Alvoco da Serra é uma localidade de fortes tradições e origens muito antigas, conservando alguns vestígios da presença dos romanos, nomeadamente uma calçada onde foram encontradas moedas da época.
Como concelho, Alvoco da Serra recebeu foral de D. Manuel I em 17 de Fevereiro de 1514.
Tinha, em 1801, 667 habitantes.
Pelo Decreto de 6 de novembro de 1836, o concelho foi extinto, tendo passado a integrar o Concelho de Loriga, o qual em 1855 também foi extinto e transitado para Seia.
Em 1864 existia em Alvoco da Serra um estabelecimento fabril: a fábrica de lanifícios de João José de Brito, fundada em 1858.

## Demografia
A população registada nos censos foi:
| Distribuição da População por Grupos Etários | Distribuição da População por Grupos Etários | Distribuição da População por Grupos Etários | Distribuição da População por Grupos Etários | Distribuição da População por Grupos Etários |
| -------------------------------------------- | -------------------------------------------- | -------------------------------------------- | -------------------------------------------- | -------------------------------------------- |
| Ano                                          | 0-14 Anos                                    | 15-24 Anos                                   | 25-64 Anos                                   | > 65 Anos                                    |
| 2001                                         | 70                                           | 86                                           | 295                                          | 195                                          |
| 2011                                         | 22                                           | 52                                           | 232                                          | 160                                          |
| 2021                                         | 6                                            | 17                                           | 149                                          | 159                                          |

## Património
- Casa-Museu de Alvoco da Serra
- Igreja de Nossa Senhora do Rosário (matriz)
- Capelas da Senhora das Preces, de Nossa Senhora de Fátima, de Nossa Senhora da Conceição, de S. José, de Nossa Senhora da Agonia, de S. Sebastião, de S. Pedro, de Santo António (incluí o Museu de Arte Sacra) e de Nossa Senhora do Bom Parto
- Ponte romana
- Monumento ao Sagrado Coração de Jesus
- Fragmentos do pelourinho
- Tesouro romano de Alvoco da Serra
- Moinhos de água

## Pontos de interesse
- Trechos do Parque Natural da Serra da Estrela e do Malhão da Estrela
- Torre
- Zona balnear do Poço do Lagar (Vasco Esteves de Baixo)

## Festividades
- Festas do Solstício - Caminhada do Lampião (18 e 19 de Junho) - celebração do nascimento do Verão, com as ruas decoradas com materiais naturais e reutilizados[7].
- Malha do centeio (9 de Julho).